# 裘蒂·馬格內斯

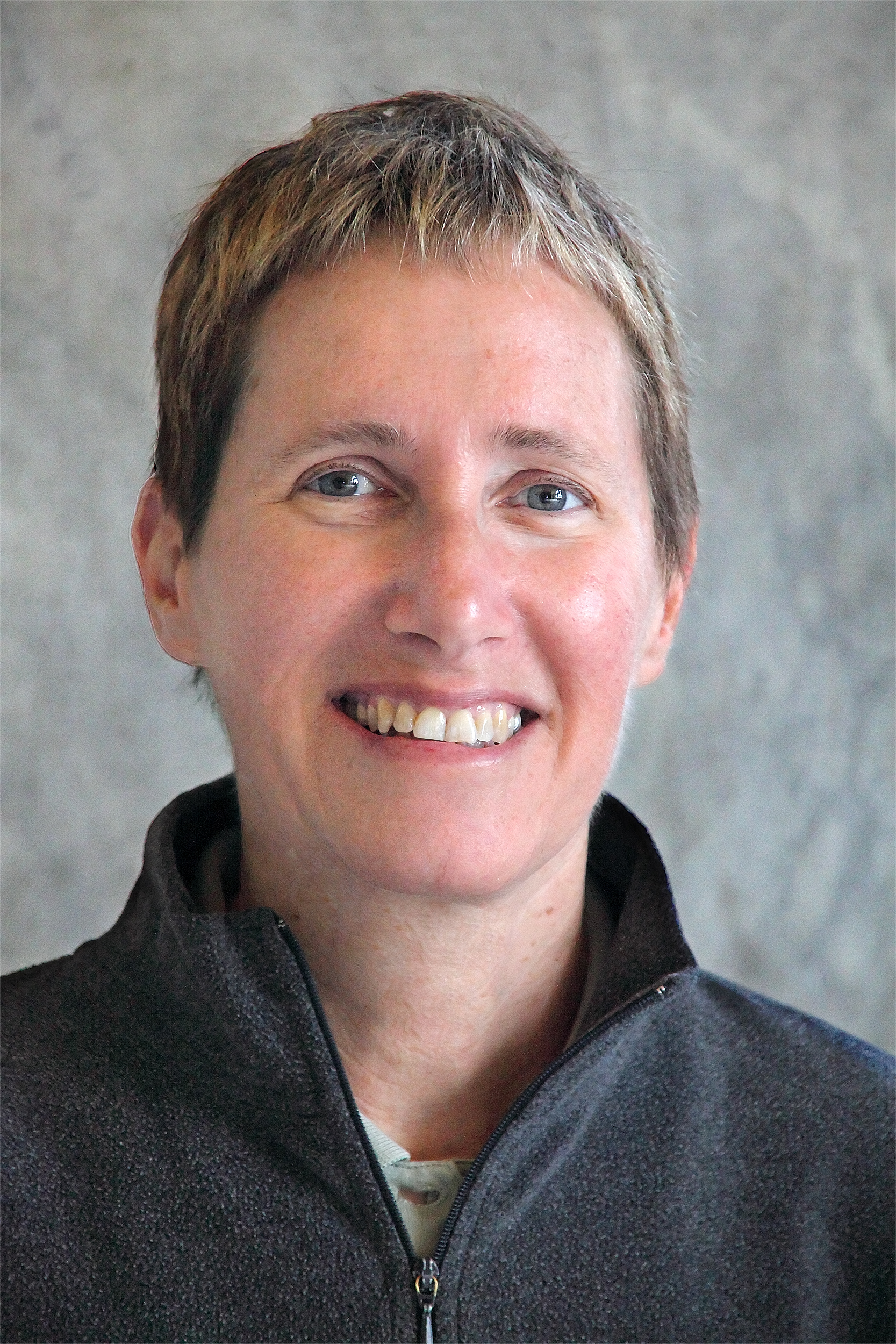
Jodi Magness.

裘蒂‧馬格內斯（Jodi Magness，1956年9月19日—）是美国考古學家。馬格內斯於1977年在耶路撒冷希伯來大學取得大學學位，後來在賓夕凡尼亞大學取得哲學博士。馬格內斯除了在北卡羅萊納大學教堂山分校及塔夫茨大學擔任教席外，還親身到馬薩達、以色列及希臘等地領導多個考古項目。而且，馬格內斯經常出現在各大眾媒體上露面，包括國家地理頻道及歷史頻道等。2019年当选美国文理科学院院士。